# Servicio de Protección de la Naturaleza

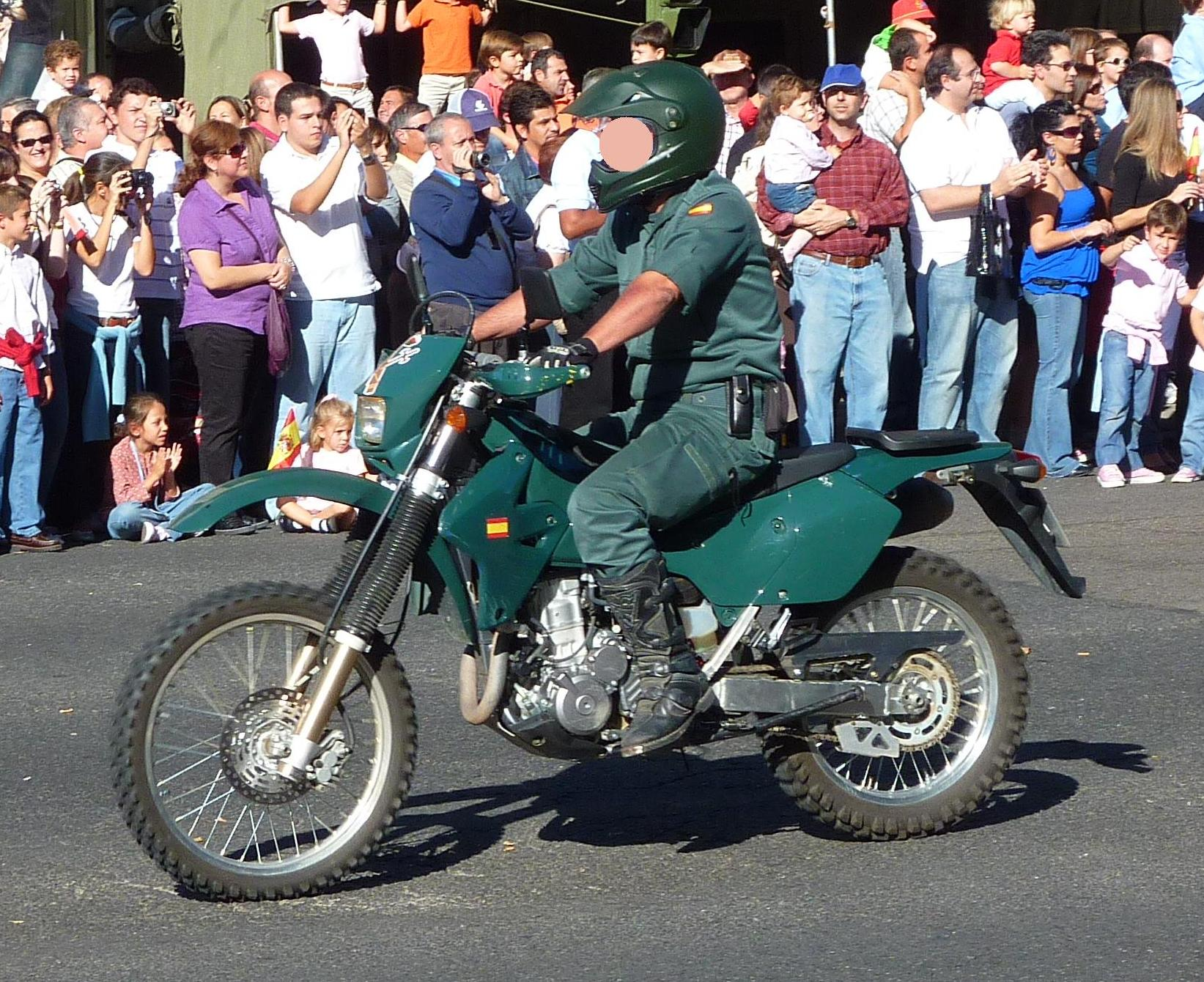
Suzuki DRZ 400 S

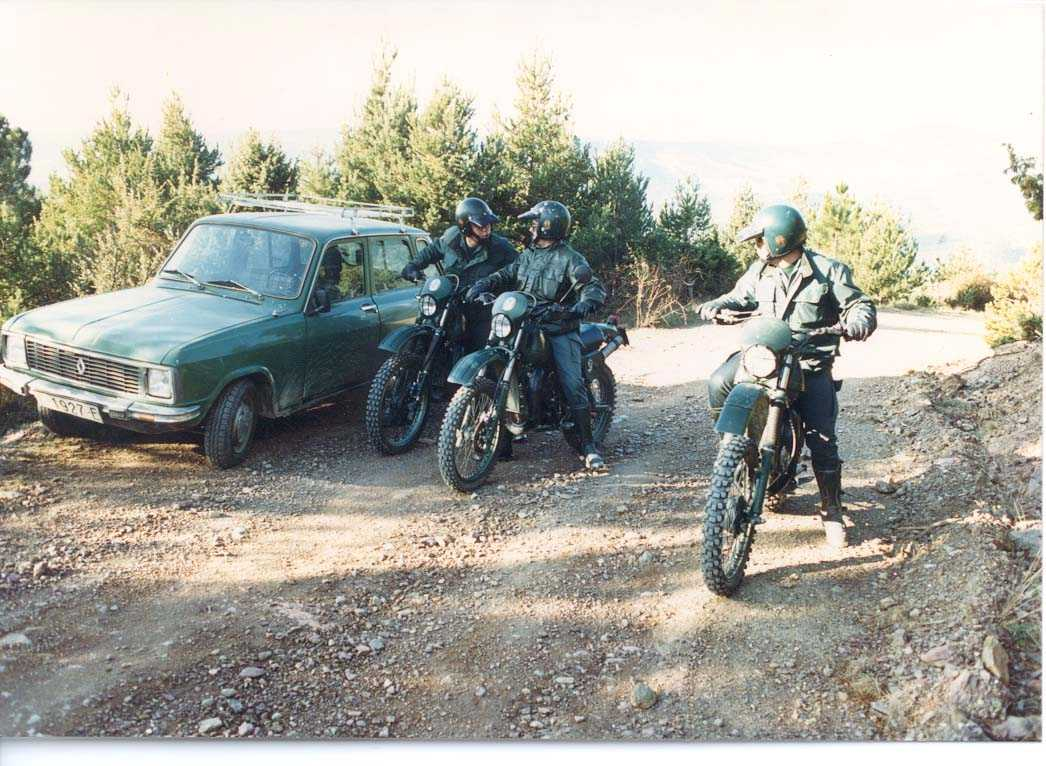
Antiguas patrullas motorizadas todoterreno en 1989

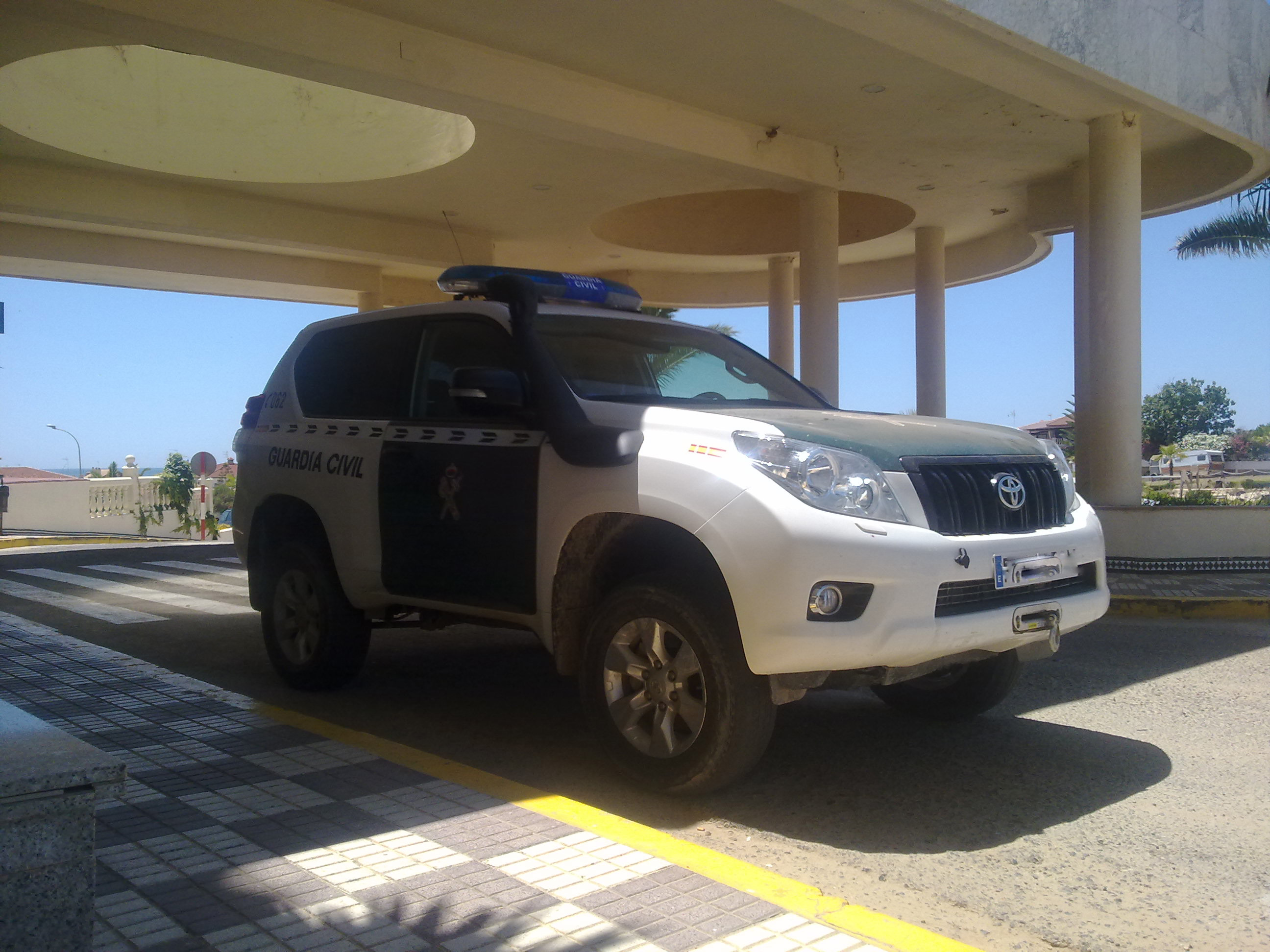
Toyota Land Cruiser

El Servicio de Protección de la Naturaleza (SEPRONA) es una especialidad de la Guardia Civil de España, encargada de velar por la conservación de la naturaleza y los recursos hídricos, así como de la riqueza cinegética, piscícola, forestal y de cualquier otra índole relacionada con la naturaleza, según el artículo 12 de la Ley Orgánica 2/1986 de 13 de marzo, de Fuerzas y Cuerpos de Seguridad. Fue creado el 21 de junio de 1988. El servicio tiene además encomendada la investigación de los actos que atenten contra el patrimonio histórico.
Su base de trabajo es muy extensa, debiendo sus componentes trabajar con más de 2.000 leyes y decretos en constante y continua adaptación a los cambios normativos tanto propios de la Unión Europea, como estatales, autonómicos e incluso ordenanzas municipales, siendo la especialidad de la Guardia Civil que más legislación maneja. 
Ha recibido un gran reconocimiento institucional. Desde su creación hasta 2018, ha recibido 269 premios, incluido el Panda de Oro del Fondo Mundial para la Naturaleza (2011) y el premio Naturaleza Sin Fronteras de la Interpol (2018).

## Antecedentes históricos
La Guardia Civil fue fundada en 1844. La voluntad del duque de Ahumada, el inspector general, era poner a la Guardia Civil al resguardo de la contienda política y dotarla de una filosofía autónoma que le permitiera prestar sus servicios, sin menoscabo de su estructura militar y de su moral. El 16 de enero de 1845 redactó una circular, germen de la posterior «Cartilla del Guardia Civil», redactada en la Inspección General del Cuerpo, que fue aprobada por Real Orden del 20 de diciembre de 1845. Esta sería repartida a todos los miembros del Cuerpo.
La «Cartilla del Guardia Civil» fue el primer documento de una policía a nivel nacional e internacional en que se trataba la protección del medio ambiente.
El capítulo V está dedicado a «Caza», capítulo VI está dedicado a la «Pesca» y el capítulo VII está dedicado a «Montes, arbolado y policía rural».

Es asimismo prohibido pescar envenenando ó inficionando las aguas de cualesquiera modo, tanto en los estanques como en las que se hallen en tierras abiertas, pertenecientes al uso público. Aunque las aguas sean de dominio particular alcanza esta prohibición á sus dueños ó arrendatarios, siempre que no se cierren de modo que se evite la concurrencia á otras y de consiguiente el peligro.
«Cartilla del Guardia Civil», capítulo VI, art. 5º

Como una de sus principales obligaciones considerará el Guardia Civil la conservación de los montes y arbolados, bosques del Estado y de los particulares que tan recomendada está por repetidas Reales órdenes, y cuidará por consiguiente, con esmero de evitar los cortes, descepes y mutilación de los árboles, así como que no se estraigan furtivamente los caídos, o detenidos por haber sido cortados sin autorización.
«Cartilla del Guardia Civil», capítulo VII, art. 1º

En el Real Orden de 7 de junio de 1876, el Cuerpo asume el desempeño del servicio de seguridad y policía rural y forestal.
En 1986 se le asignó como competencia la protección del medio ambiente:

Velar por el cumplimiento de las disposiciones que tiendan a la conservación de la naturaleza y medio ambiente, de los recursos hidráulicos, así como de la riqueza cinegética, piscícola, forestal y de cualquier otra índole relacionada con la naturaleza.
Ley Orgánica 2/1986, de 13 de marzo, de Fuerzas y Cuerpos de Seguridad. Artículo 12.1

El SEPRONA fue creado el 21 de junio de 1988, siendo la primera policía medioambiental del mundo.

## Cometidos
Su cometido es velar por el cumplimiento de las disposiciones que tiendan a la conservación de los recursos hídricos, así como de la riqueza cinegética, piscícola, forestal y cualquier otra relacionada con la naturaleza.
De este modo se encarga de la protección de suelo, agua y atmósfera, de la sanidad animal y de la conservación de especies de flora y fauna. También lucha contra vertidos y contaminación del medio ambiente, el comercio ilegal de especies protegidas, las actividades cinegéticas y de pesca irregulares, por la defensa de los espacios naturales, así como para la prevención, investigación y extinción de incendios.
El SEPRONA se dedica a investigar para el esclarecimiento de los delitos y faltas contra el medio natural y a la denuncia ante las autoridades competentes de las infracciones detectadas.
También es su cometido la prevención de la contaminación a través de la vigilancia y el control de actividades potencialmente degradantes del medio ambiente y la verificación de los niveles de contaminación.
También se dedica al fomento de las conductas de respeto a la naturaleza y al medio ambiente.
Además, se dedica a la protección de las especies del medio natural.

## Organización
La jefatura del SEPRONA se encuentra a cargo de un oficial general de la Guardia Civil en situación de servicio activo.
El SEPRONA cuenta en su órgano central con la Unidad Central Operativa Medioambiental (UCOMA), que apoya a las unidades territoriales en operaciones de especial importancia.
A nivel provincial, el servicio cuenta con:
- Oficina Técnica: coordina y apoya a las demás unidades provinciales.[1]
- Equipos de Protección de la Naturaleza (Eprona): encargados de la detección, cuantificación e investigación de las agresiones al medio ambiente.[1]
- Patrullas de Protección de la Naturaleza (Paprona o Pacprona, esta última ubicada exclusivamente en las capitales de provincia): para la prevención, vigilancia y denuncia de cualquier agresión al medio ambiente. Constituyen las Unidades básicas de protección medioambiental, desarrollando su función tanto en el ámbito rural como urbano, les corresponde la prevención, vigilancia y denuncia de cualquier agresión al medio ambiente.[1]

El despliegue territorial se complementa con los Destacamentos (Deprona) desplegados en los Parques Nacionales, y que en la actualidad corresponden con los de: Doñana, Cabañeros, Tablas de Daimiel, Ordesa y Monte Perdido, Sierra Nevada, Garajonay, Timanfaya, Caldera de Taburiente y Monfragüe.

## Controversia
Algunos medios de comunicación y asociaciones han considerado que el SEPRONA carece de recursos suficientes. En 2008 el director general de la Policía y de la Guardia Civil, Francisco Javier Velázquez, reconoció que el SEPRONA trabajaba «en condiciones difíciles y con escasez de medios».